# Albania caucásica

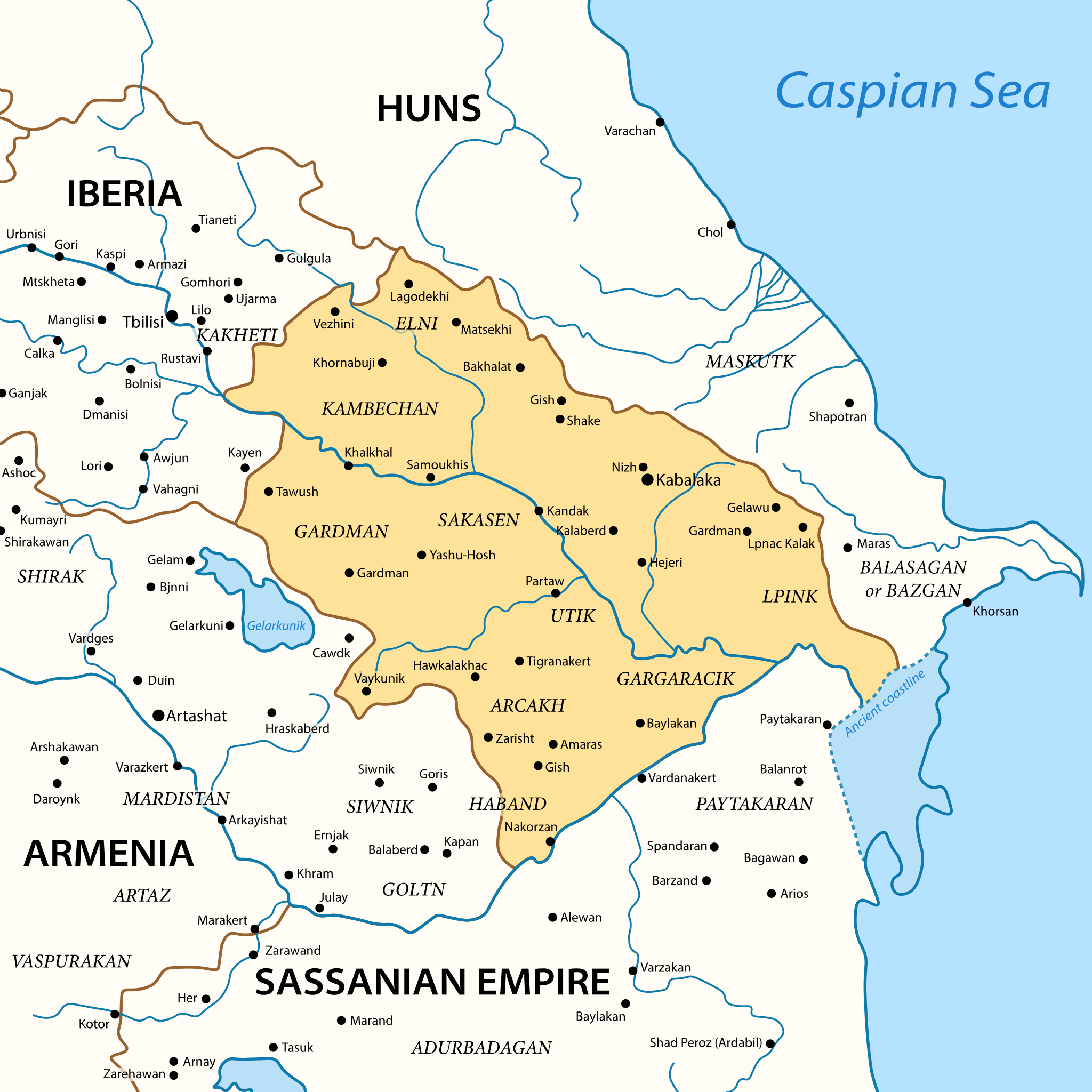

Albania o Aghbania era el nombre de un antiguo reino que cubrió el sur de la actual República de Daguestán y gran parte de Azerbaiyán. Se utiliza el término Albania caucásica para evitar confusiones con la actual Albania balcánica. El nombre de «Albānia» proviene del latín y significa tierras blancas, en alusión a sus montañas nevadas.

## Historia

La región caucásica alrededor del año

El reino de la Albania caucásica fue fundado al final del siglo IV a. C. y comienzos del siglo III a. C. Su capital fue inicialmente Gabala ubicada en el actual distrito de Qabala, anteriormente se la había denominado como Kabalaka, Shabala y Tabala. Después de un tiempo, sería trasladada al sur sobre el actual territorio de Barda bajo el nombre de Partaw.

### Dominación armenia
Partes del reino, incluyendo la región de Utik, a orillas del Kura y Artsakh, fueron conquistadas por los armenios procedentes del Urartu, durante el siglo II a. C.
En el año 66 a. C. después de la derrota del rey armenio Tigranes II contra los romanos, Armenia pierde gran parte de su territorio. Este acontecimiento fue aprovechado por los albaneses del Cáucaso para recuperar las zonas perdidas bajo la conquista armenia.

### Invasión árabe y selyúcida
En el siglo VII, el reino fue invadido por los árabes y como todas las conquistas islámicas de ese tiempo fue incluido al califato. A partir del siglo VIII, la Albania caucásica existió como los principados de Aranshahs y Khachin, junto a otros principados iraníes y árabes tales como Shirván y Derbent.
Como consecuencia de la extensión de los selchucos (turcos) sobre el territorio actual de Azerbaiyán durante el siglo XI, la población indígena albana fue asimilada. Los albaneses cumplieron un rol significativo en la etnogénesis de los actuales azeríes.

## Etnogénesis
Originalmente, al menos algunos de los albaneses del Cáucaso probablemente hablaban lenguas lezguias cercanas a las que se encuentran en el moderno Daguestán; en general, sin embargo, hasta 26 idiomas diferentes pueden haber sido hablados en la Albania caucásica.
Tras la cristianización de los albaneses del Cáucaso en el siglo IV, parte de la población fue asimilada por los armenios (que dominaban en las provincias de Artsakh y Utik que se habían desprendido del Reino de Armenia) y los georgianos (en el norte), mientras que las partes orientales de la Albania caucásica fueron islamizadas y absorbidas por iraníes y posteriormente pueblos túrquicos (modernos azerbaiyanos). Pequeños remanentes de este grupo siguen existiendo de forma independiente, y se conocen como el pueblo Udi.
La población preislámica de la Albania caucásica podría haber desempeñado un papel en la etnogénesis de varias etnias modernas, como los azerbaiyanos de Qabala, Zaqatala, Shaki y Oguz. Los armenios de Vartashen y Shaki, los georgianos de Kajetia y Hereti (Ingilois), los laks, los lezguinos y los tsajures de la Daguestán.

### Alfabeto y lenguas

#### Lengua albanesa caucásica
Según los historiadores medievales armenios Movses Khorenatsi, Movses Kaghankatvatsi y Koryun, el alfabeto albanés caucásico (el nombre armenio de la lengua es Aghvank, el nombre nativo de la lengua es desconocido) fue creado por Mesrob Mashtots, los albaneses, también recibieron un alfabeto de Mesrob, para suministrar escrituras a su iglesia cristiana. Esta iglesia no sobrevivió más allá de las conquistas del Islam, y todos los rastros de la escritura se han perdido, y no hay restos de la versión conocida". el monje armenio, teólogo y traductor a quien también se le atribuye la creación del alfabeto armenio. Este alfabeto se utilizaba para escribir la lengua Udi, que era probablemente la lengua principal de los albaneses del Cáucaso.
Koryun, alumno de Mesrob Mashtots, en su libro La vida de Mashtots, escribió sobre cómo su tutor creó el alfabeto:
Entonces vino a visitarlos un anciano, un albanés llamado Benjamín. Y él (Mashtots) indagó y examinó la bárbara dicción de la lengua albanesa, y luego, a través de su habitual agudeza mental dada por Dios, inventó un alfabeto, que él, por la gracia de Cristo, organizó y puso en orden con éxito.

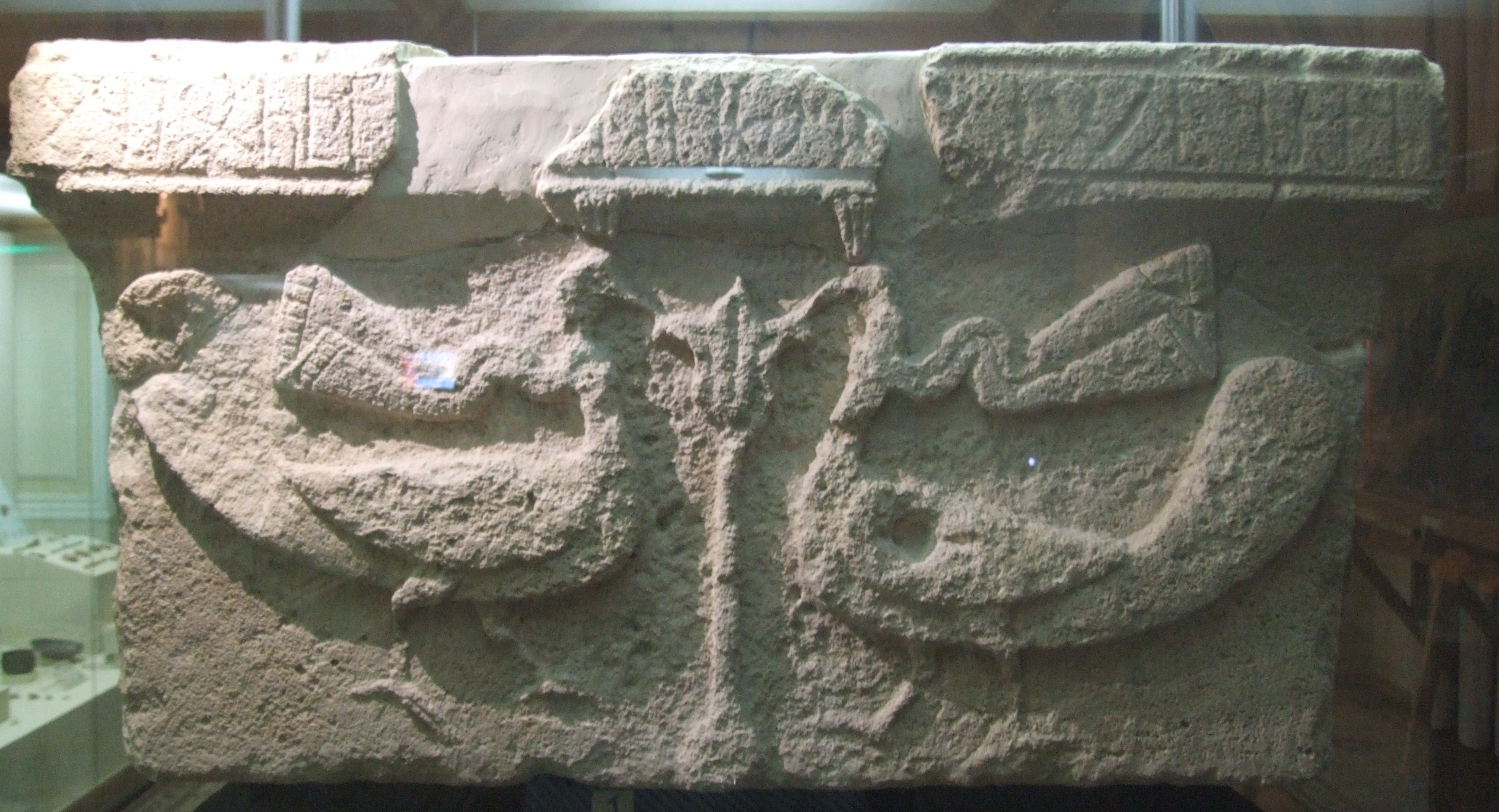
Un capitel de columna con una inscripción albanesa de una iglesia del en Mingachevir (Museo Estatal de Historia de Azerbaiyán).

Un alfabeto albanés caucásico de cincuenta y dos letras, con parecido a los caracteres georgianos, etíopes y armenios, sobrevivió a través de unas pocas inscripciones, y un manuscrito armenio que data del siglo XV. Este manuscrito, Matenadaran N.º 7117, publicado por primera vez por Ilia Abuladze en 1937, es un manual de idiomas en el que se presentan diferentes alfabetos para su comparación: alfabeto armenio, griego, latino, siríaco, georgiano, cóptico y albanés caucásico, entre otros. El alfabeto se tituló: "Ałuanicʿ girn ē" (en armenio: Աղուանից գիրն Է, que significa "Estas son las letras albanesas").
En 1996, Zaza Aleksidze, del Centro Georgiano de Manuscritos, descubrió en el Monasterio de Santa Catalina en el Monte Sinaí, Egipto, un texto escrito en pergamino que había sido reutilizado en un palimpsesto georgiano. En 2001, Aleksidze identificó su escritura como albanesa caucásica, y el texto como un leccionario temprano que databa quizás de antes del siglo VI. Muchas de las letras descubiertas en él no estaban en el alfabeto albanés que figuraba en el manuscrito armenio del siglo XV.
Los geógrafos musulmanes Al-Muqaddasi, Ibn-Hawqal y Estakhri dejaron constancia de que en el siglo X todavía se hablaba una lengua a la que llamaron Arranian en la capital Bardá y en el resto de Arran.

#### Las lenguas iraníes
El contacto iraní en la región se remonta a los tiempos de los medos y aqueménidas. Durante esta dinastía arsácida de Albania Caucásica, la lengua parta se extendió en la región. Es posible que la lengua y la literatura para la administración y el registro de la cancillería imperial para asuntos exteriores se convirtiera naturalmente en parta, basada en el alfabeto arameo. Según Toumanoff: "al predominio del helenismo, como bajo las Artaxiadas, le siguió ahora un predominio del "iranismo", y, sintomáticamente, en lugar del griego, como antes, el parto se convirtió en la lengua de los educados".
Con el establecimiento de los sasánidas, el persa medio, una lengua estrechamente relacionada con el parto, se convirtió en una lengua oficial del Imperio sasánida. En esta época, el persa gozaba de más éxito que la lengua albanesa del Cáucaso y la región se vio muy afectada por Irán. Según Vladimir Minorsky: "La presencia de colonos iraníes en Transcaucasia, y sobre todo en las proximidades de los pasos, debió de desempeñar un importante papel en la absorción y el retroceso de los habitantes aborígenes. Nombres como Sharvan, Layzan, Baylaqan, etc., sugieren que la inmigración iraní procedía principalmente de la Gilan y otras regiones de la costa sur del Caspio". La presencia de la lengua persa y la cultura iraní continuó durante la época islámica.

### Religión
La población original del Cáucaso seguía diferentes religiones paganas. Bajo la influencia del Aqueménida, del Parto y sobre todo del Sasánida, el Zoroastrismo también creció en la región. El cristianismo comenzó a extenderse a finales del siglo IV en la época sasánida.
La conquista árabe y la Crisis de Calcedonia provocaron una grave desintegración de la Iglesia de Albania caucásica. A partir del siglo VIII, gran parte de la población local se convirtió al Islam. En el siglo XI ya había mezquitas conciliares en Partaw, Qabala y Shaki; las ciudades que eran el credo del cristianismo albanés caucásico.
Estos grupos islamizados se conocerían más tarde como lezguinos y tsajures o se mezclarían con la población de túrquicos e iraníes para formar el actual pueblo azerí, mientras que los que siguieron siendo cristianos fueron absorbidos gradualmente por los armenios o continuaron existiendo por su cuenta y siendo conocidos como los udíes.
Las tribus caucásicas albanesas de Hereti fueron convertidas a la ortodoxia oriental por Dinar, reina de Hereti en el siglo X. Los asuntos religiosos de este pequeño principado pasaron a ser administrados oficialmente por la Iglesia Ortodoxa Georgiana. En 1010, Hereti fue absorbida por el vecino reino georgiano de Kakheti. Finalmente, a principios del siglo XII, estas tierras pasaron a formar parte del Reino de Georgia bajo David IV el Constructor finalizando el proceso de su georgianización.

## Población
Las antiguas tribus que habitaron Albania caucásica fueron los ávaros del Cáucaso, los sabiros, los caspios, los uties, entre otros. Según Estrabón el número de las tribus de Aghbania alcanzaba las 26, cada una con su propio idioma.

## Religión
La Albania caucásica fue uno de los primeros países en adoptar el cristianismo, alrededor del siglo IV con el advenimiento de la Iglesia Apostólica Albana.